# Вяркне
Вя́ркне (лит. Verknė) — река в Литве, протекает по территории Тракайского района Вильнюсского уезда и Пренайского района и Бирштонского самоуправления Каунасского уезда на юге страны. Правый приток среднего Немана.
Длина реки составляет 77 км. Площадь водосборного бассейна — 728 км². Средний уклон — 1,26 м/км. Скорость течения — 0,1—0,4 м/с. Средний расход воды в устье — 5,10 м³/с.
Вяркне начинается около деревни Галавяркнис. В верховье пересекает несколько озёр. Течёт в основном на запад. Впадает в Неман около деревни Гудакальнис, в 2 км к северо-востоку от Бирштонаса.
На реке действуют две малые ГЭС:
- в 56,5 км от устья построена Аукштадварская ГЭС мощностью 180 кВт, плотина которой образует водохранилище площадью 293,5 га;
- в 6,0 км от устья — Юндялишкская ГЭС мощностью 375 кВт, плотина которой образует водохранилище площадью 14,8 га[5].